# Canal 7 UCV Televisión
Canal 7 UCV Televisión fue un canal de televisión chileno, de carácter regional, con sede en Puerto Montt, capital de la Región de Los Lagos. Se inició como estación local de UCV Televisión en 1990, y realizaba un informativo local y programas deportivos en conjunto con LRC Producciones.
Canal 7 UCV finalizó sus transmisiones el 31 de marzo de 1999, convirtiéndose en retransmisor del canal porteño y cambiando de frecuencia al canal 8.